# Wymysłów (Szydłowiec)
Wymysłów – formalnie niewyodrębniona część miasta Szydłowca, położona na jego północno-zachodnim krańcu. Obejmuje obszar położony w kwartale ulic: projektowana droga ul. Zielonka–Wymysłów – koryto strugi Wymysłówki – ul. Józefa Sowińskiego – ul. Wymysłów – droga gruntowa ul. Wymysłów–ul. Kwiatowa – projektowana droga ul. Kwiatowa–ul. Piaskowa – ul. Piaskowa – ul. Jodłowa. Od północy obszar graniczy z Zielonką, od wschodu z Podzamczem, a od południa ze Starą Wsią i Nowym Książkiem. Dzielnica przylega do granic miasta, sąsiadując z Koszorowem (gm. Chlewiska).
Obszar jest słabo zabudowany i zaludniony. Dzielnica pełni funkcje mieszkalne oraz śladowo rolnicze. W dalszej perspektywie rozwojowej – w znacznej części zalesiona – ma wypełniać również potrzeby turystyki i rekreacji przyrodniczej. Planowany jest rozwój sieci dróg i utworzenie cmentarza komunalnego przy ul. Piaskowej. Główną ulicą obszaru jest droga do Stanisławowa, ul. Wymysłów. Zabudowania mieszkalne dzielnicy są oddalone od śródmiejskiej części Szydłowca o ok. 3–5 km.
W obrębie dzielnicy znajduje się Obszar Chronionego Krajobrazu „Lasy Przysusko-Szydłowieckie”.
W Wymysłowie urodził się Józef Erbel.

## Ulice
- Jodłowa: od skrzyżowania
- Kwiatowa: od skrzyżowania z drogą gruntową ul. Wymysłów–ul. Kwiatowa.
- Piaskowa: od skrzyżowania z projektowaną drogą ul. Kwiatowa–ul. Piaskowa.
- Sowińskiego, Józefa (dawn. Skrzyńska): od ul. Wymysłów do strugi Wymysłówki.
- Wymysłów.